# Coupe d'Algérie de football 2003-2004
Navigation
Coupe d'Algérie
2002-2003 Coupe d'Algérie
2004-2005
La Coupe d'Algérie de football 2003-2004 voit une nouvelle fois le sacre de l'USM Alger, qui bat la JS Kabylie en finale.
C'est la 7e Coupe d'Algérie remportée par l'USM Alger (la 2e consécutive) et c'est la 8e fois que la JS Kabylie atteint la finale de cette compétition.
L'USM Alger conserve de cette manière son titre acquis en 2003.

## Trente–deuxièmes de finale
Les matchs des quarts de finale se sont joués le jeudi  5 février 2004. (91 buts / 32 matches)
| N° | Club                  | Score                 | Club                | Buteurs                                                                          | Lieu               |
| -- | --------------------- | --------------------- | ------------------- | -------------------------------------------------------------------------------- | ------------------ |
| 1  | Imen Tindouf          | 0 – 7                 | JS Kabylie          | Endzanga (15'19'), Belkaïd (35'), Berguiga (42'67'), Kechout (77'), Sessay (87') | Béchar             |
| 2  | Paradou AC            | 3 – 0                 | NRB Bethioua        | Belhadj (29'), Djediet (65'), Athmani (90')                                      | Chlef              |
| 3  | MC Oran               | 3 – 1                 | USM El Harrach      | Daoud (45') Gaid (71') Moumen (87') / Merakchi (30')                             | Chlef              |
| 4  | MO Constantine        | 0 – 0ap (4 – 2 t.a.b) | RC Kouba            | /                                                                                | Bordj Bou Arreridj |
| 5  | MSP Batna             | 1 – 2ap               | USM Blida           | Bouras (78') / Diss (75') Rebih (99' but en or)                                  | Bordj Bou Arreridj |
| 6  | CR Bordj El Kiffan    | 1 – 0                 | WR Bentalha         | Sid (68')                                                                        | Bologhine          |
| 7  | CR Belouizdad         | 1 – 0ap               | JSM Cheraga         | Bouferma (98' but en or)                                                         | Bologhine          |
| 8  | USM Ain Beida         | 2 – 1                 | JSM Tiaret          | Amior (48') Aissani (55') / Messaoud (64')                                       | Bou Saâda          |
| 9  | ASB Maghnia           | 0 – 0ap (4 – 2 t.a.b) | CS Constantine      | /                                                                                | Khemis El Khechna  |
| 10 | ES Mostaganem         | 1 – 0                 | MC El Bayadh        | Afourabi (68')                                                                   | Saïda              |
| 11 | USM Annaba            | 3 – 0                 | USM Khenchela       | Bensaïd (63' 71' 80)                                                             | Constantine        |
| 12 | USM Alger             | 7 – 0                 | US Remchi           | Ammour (14') Meçabih (38' 52' 56' 70'), Diallo (45') Hamdoud (90')               | Tiaret             |
| 13 | MC Saida              | 4– 0                  | IRB El Hadjar       | Hamdoune (27' 73'), Benfatima (84' 87')                                          | Sour El Ghozlane   |
| 14 | MC Alger              | 1 – 0                 | MC El Eulma         | Kamel Bouacida (38')                                                             | Béjaïa             |
| 15 | WA Tlemcen            | 1 – 0                 | CA Batna            | Farès El–Aouni (26' sp)                                                          | Blida              |
| 16 | ASO Chlef             | 3 – 2                 | ES Setif            | Achacha (74') Rahim (83') Tahraoui (60') / Belhadj (11' 68')                     | Alger              |
| 17 | IRB Hadjout           | 1 – 2ap               | JSM Bejaia          | Hechaichi (?') / Nasri (7') Ben Natsou (110' sp but en or)                       | Bordj Menaïel      |
| 18 | CRB Dréan             | 0 – 1ap               | NARB Reghaia        | Bakir (94' but en or)                                                            | El Eulma           |
| 19 | CA Bordj Bou Arreridj | 2 – 1ap               | O. El Oued          | Belayadhi (14'), Khadhara (100' but en or) / Ben Toumi (25')                     | Biskra             |
| 20 | AS Khroub             | 4 – 1                 | US Biskra           | Bouzeghaya (63') / Sakhri (43'), Fertass (48'), Cheriet (52'), Benabdallah (78') | Batna              |
| 21 | Nasr Es Senia         | 3 – 2                 | RC Relizane         | Belkheira (58') Dehiba (68') Bousoir (87') / Khellil (50'), Djaafar (90')        | Arzew              |
| 22 | ES Debdaba            | 1 – 5                 | JSM Skikda          | Tahri (20') / Laalaoua (2' 50'), Kerboua (12' 88), Bourebya (45')                | Tighenif           |
| 23 | NC Magra              | 2 – 1                 | ES Guelma           | Sahraoui (45'), Maghris (75') / Hemmami (51')                                    | Constantine        |
| 24 | NA Hussein Dey        | 3 – 0                 | HAMRA Annaba        | Bentayeb (27'), Bendebka (42') Meghraoui (67')                                   | Sétif              |
| 25 | OMR El Annasser       | 2 – 0                 | US Chaouia          | Hadouche (29') Hamouni (38')                                                     | Sétif              |
| 26 | SC Mecheria           | 1 – 3                 | IS Tighennif        | Benchachour (11') / Lachlache (20'), Boufernoune (45'), Kerras (62')             | Tlemcen            |
| 27 | MB Rouissat           | 0 – 2                 | SKAF Khemis Miliana | Houti (20'), Bensetti (86')                                                      | Laghouat           |
| 28 | CR Beni Thour         | 1 – 0                 | IRB Sedrata         | ?                                                                                | Biskra             |
| 29 | RC Oued Rhiou         | 0 – 0ap (2 – 4 t.a.b) | RC Arba             | -                                                                                | Hadjout            |
| 30 | ES Bechar             | 1 – 1ap (5 – 6 t.a.b) | IRB Aflou           | ?                                                                                | Mecheria           |
| 31 | AS Ain M'Lila         | 5 – 0                 | US Béchar Djedid    | Haidouci (55' 77'), Belgherbi (79'), Djaballah (83' 90')                         | Oran               |
| 32 | CRB Ain El Turck      | 0 – 2                 | WA Boufarik         | Mekhrouf (32'), Nahnah (84')                                                     | Chlef              |

## Seizièmes de finale
Les matchs se sont joués le Lundi 22 mars 2004. (29 buts / 16 matches)
| N° | Club                  | Score                 | Club           | Buteurs                                                   | Lieu               |
| -- | --------------------- | --------------------- | -------------- | --------------------------------------------------------- | ------------------ |
| 1  | NARB Reghaia          | 0 – 1                 | ASB Maghnia    | Habib (2')                                                | Mascara            |
| 2  | SKAF El Khemis        | 0 – 1                 | NC Magra       | ?                                                         |                    |
| 3  | RC Arba               | 1 – 0                 | Nasr Es Senia  | Baghdad (3')                                              | Tiaret             |
| 4  | JSM Béjaïa            | 0 – 1                 | JS Kabylie     | Belkheir (103' but en or)                                 | Sétif              |
| 5  | ASO Chlef             | 2 – 0                 | IS Tighennif   | Tahraoui (59'), Belhadj (82')                             | Mostaganem         |
| 6  | NA Hussein Dey        | 1 – 2                 | Paradou AC     | Meghraoui (38') / Djediet (51') Berbeche (81')            | Kouba              |
| 7  | MC Alger              | 2 – 0                 | AS Khroub      | Fodhili (58'), Chaouch (60')                              | Bordj Bou Arreridj |
| 8  | CRB Bordj El Kiffan   | 2 – 2ap (2 – 3 t.a.b) | WA Boufarik    | Derbassi (28' sp), Sayd (60') / Younssi (2'), Bakir (87') | Bologhine          |
| 9  | AS Ain M'lila         | 1 – 1ap (8 – 7 t.a.b) | ES Mostaganem  | Hidouci (87') / Mime (53')                                | Rouiba             |
| 10 | MC Saida              | 1 – 1ap (4 – 2 t.a.b) | CR Belouizdad  | Hamdoune (68') / Boudjekdji (4')                          | Chlef              |
| 11 | CR Beni Thour         | Forfait               | USM Alger      | /                                                         |                    |
| 12 | CA Bordj Bou Arreridj | 2 – 1                 | WA Tlemcen     | Mani (31'), Yontcha (58') / Yekhlef (45')                 | Blida              |
| 13 | IRB Aflou             | 1 – 0                 | OMR El Anasser | Medjadji (9')                                             | Bou Saâda          |
| 14 | USM Ain Beida         | 1 – 1ap (4 – 3 t.a.b) | JSM Skikda     | Kharkhache (80') / Kerboua (62')                          | Guelma             |
| 15 | RC Kouba              | 1 – 2                 | USM Annaba     | Zarabi (90+2') / Bensaïd (20') Boutabia (81')             | El Eulma           |
| 16 | USM Blida             | 0 – 1                 | MC Oran        | Zoheir Bendida (90+1')                                    | Chlef              |

## Huitièmes de finale
Les matchs se sont joués le Jeudi 15 avril 2004. (13 buts / 8 matches)
| N° | Club                      | Score                 | Club              | Buteurs                                                 | Lieu               |
| -- | ------------------------- | --------------------- | ----------------- | ------------------------------------------------------- | ------------------ |
| 1  | CA Bordj Bou Arreridj (1) | 3 – 1                 | USM Aïn Béïda (2) | Mani (45'), Khesrani (52'), Derbal (77') / Fertas (89') | Constantine        |
| 2  | JS Kabylie (1)            | 2 – 0                 | ASO Chlef (1)     | Endzanga (40' 87')                                      | Blida              |
| 3  | AS Ain M'lila             | 0 – 1                 | IRB Aflou         | Merazga (68')                                           | Bou Saâda          |
| 4  | USM Alger (1)             | 2 – 0                 | WA Boufarik (2)   | Benchergui (74') Achiou (84')                           | Rouiba             |
| 5  | Paradou AC                | 1 – 2                 | MC Oran           | Athmani 48 / Bouabdellah Daoud (46'), Haddou (66')      | Chlef              |
| 6  | NC Magra                  | 0 – 0ap (4 – 3 t.a.b) | RC Arbaa          | /                                                       | Bordj Bou Arreridj |
| 7  | AS Maghnia                | 0 – 0ap (4 – 3 t.a.b) | MC Saïda          | /                                                       | Oran               |
| 8  | MC Alger (1)              | 0 – 1                 | USM Annaba (1)    | Bensaïd (67')                                           | El Eulma           |

## Quarts de finale
Les matchs se sont joués le Jeudi 6 mai 2004. (8 buts / 4 matches)
| N° | Club           | Score   | Club                      | Buteurs                                                    | Lieu        |
| -- | -------------- | ------- | ------------------------- | ---------------------------------------------------------- | ----------- |
| 1  | USM Annaba (1) | 0 – 2   | JS Kabylie (1)            | Belkaïd (10'), Endzanga (61')                              | El Eulma    |
| 2  | IRB Aflou (2)  | 0 – 1ap | MC Oran (1)               | Bouabdellah Daoud (91' but en or)                          | Tiaret      |
| 3  | NC Magra (3)   | 1 – 0   | ASB Maghnia (?)           | Ghenai (61')                                               | Chlef       |
| 4  | USM Alger (1)  | 3 – 1   | CA Bordj Bou Arreridj (1) | Diallo (12'), Aribi (60'), Metref (71') / Khedara (50' sp) | Constantine |

## Demi-finales
Les matchs se sont joués le Jeudi 10 juin 2004. (3 buts / 2 matches)
| N° | Club           | Score                 | Club          | Buteurs                               | Lieu     |
| -- | -------------- | --------------------- | ------------- | ------------------------------------- | -------- |
| 1  | MC Oran (1)    | 0 – 0ap (4 – 5 t.a.b) | USM Alger (1) | /                                     | Chlef    |
| 2  | JS Kabylie (1) | 3 – 0                 | NC Magra (3)  | Zafour (15'), Raho (23'), Larbi (79') | El Eulma |

## Finale
- vendredi 25 juin 2004.

| 25 juin 2004                        | USM Alger                                                                                        | 0 - 0 a.p.        | JS Kabylie                                                                                         | Stade du 5-Juillet-1962, Alger                                    |                                                                   |
| 17 h 00 · Historique des rencontres |                                                                                                  | (0 - 0)           | | Spectateurs : 60 000 Diffuseur : ENTV Arbitrage : Mohamed Benouza | Spectateurs : 60 000 Diffuseur : ENTV Arbitrage : Mohamed Benouza |
| 17 h 00 · Historique des rencontres | Rapport                                                                                          |                   | | Spectateurs : 60 000 Diffuseur : ENTV Arbitrage : Mohamed Benouza | Spectateurs : 60 000 Diffuseur : ENTV Arbitrage : Mohamed Benouza |
| 17 h 00 · Historique des rencontres | Moncef Ouichaoui · Mohamed Hamdoud · Mamadou Diallo · Hocine Achiou · Tarek Ghoul · Billel Dziri | Tirs au but 5 - 4 | Kamel Habri · Karim Doudène · Nassim Hamlaoui · Lounès Bendehmane · Farouk Belkaïd · Brahim Zafour | Spectateurs : 60 000 Diffuseur : ENTV Arbitrage : Mohamed Benouza | Spectateurs : 60 000 Diffuseur : ENTV Arbitrage : Mohamed Benouza |

| Gardien de but  | 25 | Merouane Abdouni  |      |      |
|                 | 2  | Mohamed Hamdoud   | 23e  |      |
|                 | 4  | Salim Aribi       | 119e |      |
|                 | 6  | Farid Djahnine    |      |      |
|                 | 3  | Tarek Ghoul       |      |      |
|                 | 20 | Mahieddine Meftah | 27e  |      |
|                 | 7  | Amar Ammour       |      | 65e  |
| Capitaine       | 8  | Billel Dziri      | 67e  |      |
|                 | 10 | Hocine Achiou     |      |      |
|                 | 22 | Hamidou Balbone   |      | 120e |
|                 | 23 | Mamadou Diallo    |      |      |
| Remplaçants :   |    |                   |      |      |
|                 | 19 | Rabie Benchergui  |      | 65e  |
|                 | 14 | Moncef Ouichaoui  |      | 120e |
| Gardien de but  | 1  | Farid Belmellat   |      |      |
|                 | 13 | Mohamed Cheraïtia |      |      |
|                 | 21 | Rafik Deghiche    |      |      |
|                 | 16 | Lahcen Nazef      |      |      |
| Entraîneur :    |    |                   |      |      |
| Mustapha Aksouh |    |                   |      |      |

| Gardien de but      | 1  | Lounès Gaouaoui                |      |     |
|                     | 22 | Noureddine Drioueche           |      |     |
|                     | 5  | Brahim Zafour                  | 81e  |     |
|                     | 4  | Kamel Habri                    | 108e |     |
|                     | 2  | Slimane Raho                   | 52e  | 91e |
|                     | 7  | Nassim Hamlaoui                |      |     |
|                     | 6  | Farouk Belkaïd                 | 37e  |     |
|                     | 13 | Lounès Bendehmane              |      |     |
| Capitaine           | 8  | Moussa Saïb                    |      | 90e |
|                     | 9  | Wilfried Urbain Elvis Endzanga |      | 72e |
|                     | 16 | Hamid Berguiga                 |      |     |
| Remplaçants :       |    |                                |      |     |
|                     | 26 | Rachid Benayen                 | 80e  | 72e |
|                     | 17 | Karim Doudène                  |      | 90e |
|                     | 19 | Samir Djouder                  |      | 91e |
| Gardien de but      | 32 | Nabil Mazari                   |      |     |
|                     | 18 | Lamara Douicher                |      |     |
|                     | 20 | Rahim Meftah                   |      |     |
|                     | 21 | Hakim Boubrit                  |      |     |
| Entraîneur :        |    |                                |      |     |
| Azzedine Aït Djoudi |    |                                |      |     |